# Comuna de Książki
Książki (polaco: Gmina Książki) é uma gminy (comuna) na Polónia, na voivodia de Cujávia-Pomerânia e no condado de Wąbrzeski. A sede do condado é a cidade de Książki.
De acordo com os censos de 2005, a comuna tem 4480 habitantes, com uma densidade 51,8 hab/km².

## Área
Estende-se por uma área de 86,54 km², incluindo:
- área agricola: 88%
- área florestal: 1%

## Demografia
Dados de 30 de Junho 2004:
|                      | Total   | Total | Mulheres | Mulheres | Homens  | Homens |
| -------------------- | ------- | ----- | -------- | -------- | ------- | ------ |
|                      | pessoas | %     | pessoas  | %        | pessoas | %      |
| População            | 4284    | 100   | 2124     | 49,6     | 2160    | 50,4   |
| Densidade (pop./km²) | 49,5    | 100   | 24,5     | 24,5     | 25      | 25     |

De acordo com dados de 2005, o rendimento médio per capita ascendia a 2005,72 zł.

## Subdivisões
- Blizno, Blizienko, Brudzawki, Książki, Łopatki, Osieczek, Szczuplinki, Zaskocz.

## Comunas vizinhas
- Bobrowo, Dębowa Łąka, Jabłonowo Pomorskie, Radzyń Chełmiński, Świecie nad Osą, Wąbrzeźno